# 落日镇

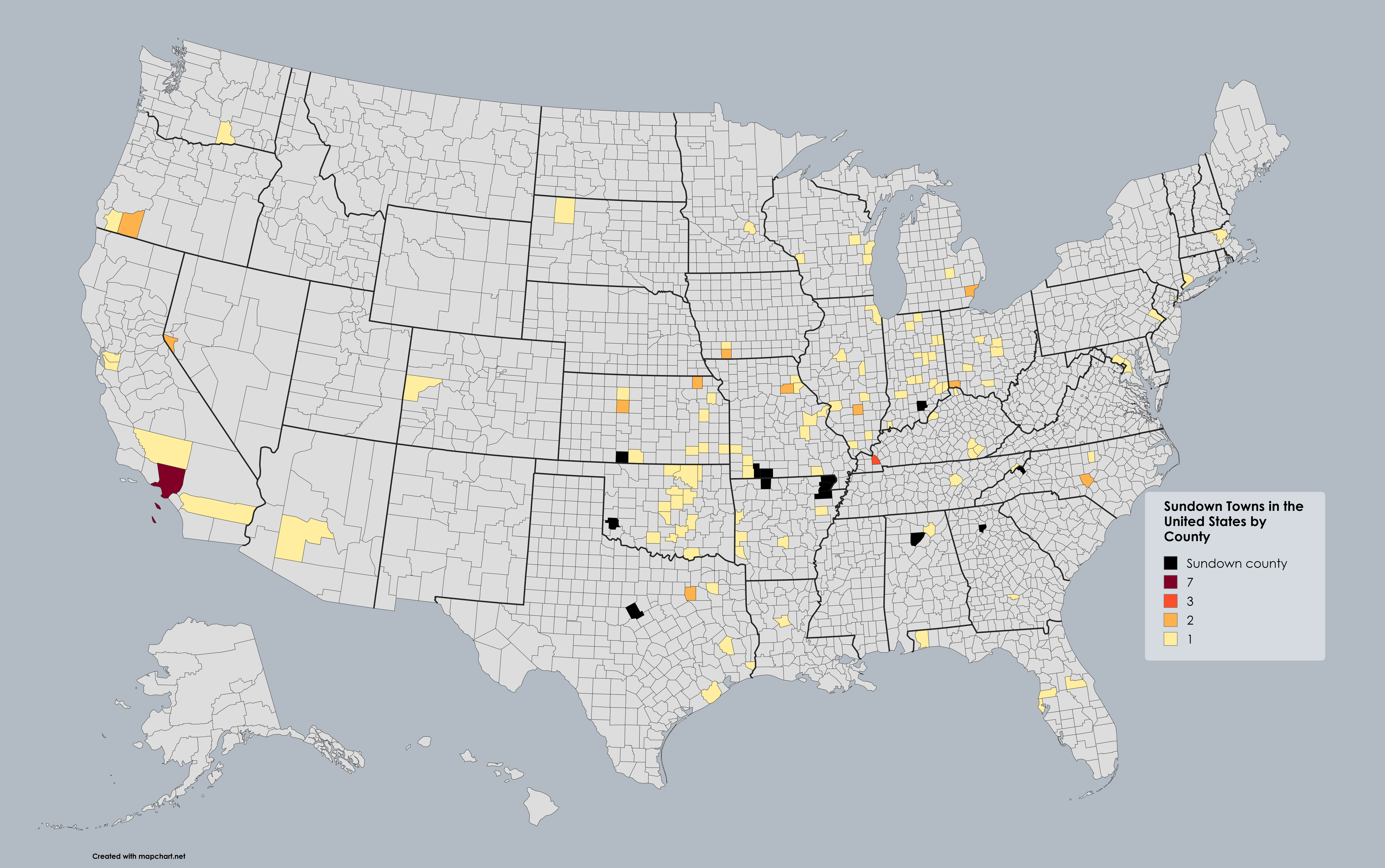
落日镇

落日镇（英語：或sunset town），或译日落小镇、日落城镇等，又称灰色小镇（gray town），是美国种族隔离的一种形式，在这种人为设定的小镇（或延伸到社区、城市）中，只能由排除其他人种的白人居住。这些限制是由某些当地歧视性的法律、恐吓和暴力的组合手段所强制执行的。该术语来自一些被张贴出来意在让有色人士在日落之时离开小镇的标语。自1917年美国最高法院对布坎南诉沃利案的裁决以来，在房屋销售中的种族歧视已变得违法，但挥之不去的对黑人居民的种族偏见仍然存在于某些城镇中。

## 历史
在某些社区中，有一些被放置在小镇边界上带有恶意标语的牌子，如20世纪30年代在加利福尼亚州霍桑发现的一处标语上写着“黑鬼，别让霍桑的落日余晖照在你的身上”（Nigger, Don't Let The Sun Set On YOU In Hawthorne）。华盛顿特区的作家詹姆斯·洛温在2006年向《华盛顿邮报》透露，他找到了成千上万的关于这种地方的报告，有时候，标语的制作者显得很聪明。有些标语是一连串的，像这样“ . . .如果你可以看到，你最好快跑 . . . 如果你看不到 . . .无论如何你也快跑。”
在某些情况下，排外是官方的城镇政策或是由社区的不动产代理人透过排斥性的、规定谁能够购买或出租地产的协议来宣扬的。在其他情况下，该政策通过恐吓来执行的。这种恐吓可能是多种多样，包括被执法人员骚扰。
自20世纪50年代和60年代的非裔美国人民权运动，尤其是自1968年美国民权法案在出售、出租和住房融资方面禁止种族歧视以来，日落城镇的数量有所减少。然而，正如社会学家詹姆斯·洛温在他的《日落小镇：美国种族主义的隐藏的维度》（2005年）一书中所述，在任何特定时间内是无法精确统计出日落城镇数量的。因为多数城镇没有在标志着日落城镇状态的条例或迹象上保持记录。他进一步指出，美国各地的数百个城市在各自的某一时期曾是日落城镇。
此外，洛温指出，日落状态意味着不仅仅是非裔美国人无法在这些城市生活。基本上任何在日落后踏入或在日落城镇被发现的非裔美国人（有时是其他族裔）都会受到对其展开的骚扰，威胁和暴力行为，甚至包括私刑。
印第安纳州的戈申曾是一座通过暴力威胁来禁止非裔美国人进入和居住的日落城镇。2015年3月，该城市承认了关于这一部分的过去，并道歉称不再容忍这样的行为。

## 其他被瞄准的有色人士
非裔美国人不是唯一的被某些居住地区赶出的有色人士。其中一个例子，根据洛温的数据，在1870年，华人人口占到了爱达荷州人口的三分之一。在一大波暴力浪潮和1886年的博伊西反华暴動后，到1910年，华人人口所剩无几。:51在另一个例子中，在加德纳维尔据说在每天下午6点后会有人吹口哨以警告美国印第安人在日落时分离开。:23下面是20世纪上半叶记录在册的许多路标的其中三个例子：
- 在科罗拉多州：“过了晚上后就不能有墨西哥人。”
- 在康涅狄格州：“白人可以在天黑后进入城区。”
- 在内华达州，这项禁令扩大到包括日本人在内。

犹太人也被排除在某些日落城镇之外，例如达里安。:257

## 旅游指南
美国全国有色人种协进会前会长朱利安·邦德将《黑人驾驶绿皮书》形容为“被隔离生命的生存工具之一”，这是一本专为非裔美国人出版的年刊式的在种族隔离时期的旅行指南，由哈肯萨克的经邮递员转行为旅行代理人的维克多·雨果·格林出版。该书于1936年至1966年在美国出版，在这段吉姆·克劳法的时期，对非白人的歧视广泛存在。对于非裔美国人来说，由于种族隔离、出自警察的种族形象定性、游客“失踪”的现象和众多日落城镇的存在，使得公路旅行充满了困难和危险。根据作者凯特·凯利（Kate Kelly）的说法，“直到20世纪60年代，在美国至少还存在着10,000座‘日落城镇'；在一个‘日落城镇'中非白人被限制必须在傍晚时分离开，否则他们可能会被警察逮捕或者发生更糟的情况。这些城市不仅限于南方——它们从纽约州的莱维顿到加利福尼亚州的格伦代尔，还包括了伊利诺伊州的多数市镇。”

## 延伸阅读
- Loewen, James W. . Southern Cultures. 2009.
- . Encyclopedia of Arkansas History & Culture.   [2016-01-19]. （原始内容存档于2019-05-11）.
- . U.S. News. （原始内容存档于2013-03-18）.
- . CNN. December 8, 2006  [2016-01-19]. （原始内容存档于2020-08-08）.
- . Tougaloo.edu.   [2023-02-22]. （原始内容存档于2023-09-22）.